# FCTニュースプラス1
『FCTニュースプラス1』（エフシーティーニュースプラスワン）は、1988年4月9日から2006年4月1日まで福島中央テレビで放送された週末夕方のニュース番組である（『NNNニュースプラス1』の福島県ローカルパート）。

## 概要
1988年4月9日に『プラス1ふくしま』の姉妹番組としてスタート。当時は土曜夕方のみに放送されていた。
1996年4月からは、新たに日曜版が設置され、以来土曜版は『FCTニュースプラス1サタデー』と、日曜版は『FCTニュースプラス1サンデー』と題した。
2006年4月1日、『NNNニュースプラス1サタデー』の終了によって本番組も終了した。

## 歴代の放送時間

### 平日
- 18:30 - 19:00（1994年10月3日 - 1996年9月27日）
- 18:16 - 19:00（1996年9月30日 - 2006年3月31日）

### 土曜日
- 18:50 - 19:00（1988年4月9日 - 1989年9月30日）
- 18:20 - 18:30（1989年10月7日 - 2006年4月1日）

### 日曜日
- 18:20 - 18:30（1996年4月7日 - 2000年9月24日）

## 歴代キャスター

### 平日
- 田部井華子
- 大野智子

ほか

### 週末
- シフト勤務